# Bayley–Hazen Military Road
Die Bayley–Hazen Military Road war eine Militärstraße, die von Newbury, Vermont bis nach Saint-Jean-sur-Richelieu, Québec reichen sollte. Gebaut wurde während des Amerikanischen Unabhängigkeitskriegs von 1776 bis 1779 der Abschnitt zwischen Newbury bis zum Bergpass Hazen’s Notch in der Town Westfield, nahe der kanadischen Grenze. Benannt wurde die Straße nach den Generälen Jacob Bayley und Moses Hazen, die die Straße geplant und gebaut hatten.

## Hintergrund
Bayley und Hazen waren Generäle der kontinentalen Armee unter George Washington. Sie gründeten die benachbarten Towns Newbury in Vermont und Haverhill in New Hampshire. Die Transportwege der Siedler und auch der Armee waren bedingt durch die gerade erst begonnene Besiedlung der waldreichen Höhenzüge der Green Mountains zumeist auf die großen Flüsse und Trails durch die Wälder beschränkt. Die Idee für die Militärstraße entstand während der Invasion von Kanada im Jahr 1775 durch die kontinentale Armee. Diese litt unter anderem darunter, dass die Versorgung der kontinentalen Armee mit Nachschub äußerst schwierig war. Bayley stellte die Idee für eine Straße durch das Northeast Kingdom George Washington und dem Zweiten Kontinentalkongress vor und Washington genehmigte unter dem Eindruck der problematischen Lage in Québec den Bau der Straße am 29. April 1776, ohne Zustimmung des Kontinentalkongresses. Dabei war ihm bewusst, dass eine Straße auch Angriffe der britischen Truppen aus dem Norden erleichtern würde.
Als Mitte 1776 die Invasion gescheitert war, stoppte Washington den Bau der Straße, auch um zu verhindern, dass britische Truppen diese für einen Gegenschlag nutzen konnten. Zu diesem Zeitpunkt hatte Bayley Peacham erreicht.
Der Weiterbau stockte bis April 1779, als Moses Hazen den Auftrag für den Weiterbau in Vorbereitung für eine weitere Militäraktion in Kanada erhielt. Er errichtete mit den Männern seines Regimentes und denen des Regimentes von Timothy Bedel neben der Straße auch Blockhäuser in Cabot Plains und Walden. Das nächste wurde am Caspian Lake in Greensboro gebaut. Im Spätsommer erreichte die Straße den nach Moses Hazen benannten Bergpass Hazen's Notch in der Town Westfield, wo die Arbeiten etwa 40 Meilen (64,4 km) vor dem eigentlichen Ziel Saint-Jean-sur-Richelieu zum Erliegen kamen. Wieder lag es am Gerücht über einen Gegenstoß britischer Truppen, die die Straße nutzen wollten.
Militärisch konnte die kontinentale Armee die Bayley-Hazen-Road nur wenig nutzen. Vielmehr begünstigte sie Gegenstöße der Briten auf Siedler in Peacham, Ryegate und Newbury, wie im September 1781, als zwei Mitglieder eines Spähtrupps der Kontinentalarmee in der Nähe des Blockhauses am Caspian Lake von Briten getötet wurden. Heute wird die Trasse der Bayley-Hazen Road teilweise von modernen Straßen genutzt. Auch für Radwanderer ist sie eine beliebte Strecke.